# Немец, Войцех
Войцех Немец (пол. Wojciech Niemiec, род. 21 октября 1956 года, Пшемысль — ум. 28 декабря 2021 года) — польский футболист, игравший на позиции защитника.

## Клубная карьера
Свою карьеру начинал в клубе Полония (Пшемысль), затем перешёл в Сталь (Мелец), с которым выиграл чемпионат Польши по футболу в 1976 году. В сезоне 1976/77 был футболистом Легии (Варшава), за которую сыграл один матч и забил один гол в матче на Кубок Лиги против Стали (Мелец). Позже отыграл один сезон за Завишу (Быдгощ) в высшей лиге, после чего 11 сезонов провёл в клубе Сталь (Сталёва-Воля), был капитаном команды. В начале 1990-х эмигрировал в Германию, где в сезоне 1993—1994 играл за клуб польской диаспоры Полония (Гамбург).

## Личная жизнь
Умер 28 декабря 2021 года, в возрасте 65 лет.

## Достижения
Сталь (Мелец)
- Чемпион Польши по футболу: 1975/76[1]